# ТЭФИ (премия, 2025)
«ТЭ́ФИ» — российская общенациональная индустриальная телевизионная премия за высшие достижения в области телевизионных искусств. Учреждена фондом «Академия российского телевидения» 21 октября 1994 года. Премия должна была стать российским аналогом американской телевизионной премии «Эмми». С 2014 года организатором проведения конкурса выступает некоммерческое партнёрство «Комитет индустриальных телевизионных премий» (НП «КИТП»)
Сроки приёма работ: с 15 января по 28 февраля 2025 года.

## Подготовка
В 2025 году премия была вручена в 52 номинациях в трёх категориях: «Информационное и общественное вещание», «Развлекательное вещание» и «Сериалы».
Свои заявки в список номинантов подали 20 телеканалов: «Первый канал», «Россия-1», «Матч ТВ», «НТВ», «Пятый канал», «Россия 24», «Россия-К»,«Карусель», «ОТР», «ТВ Центр», «РЕН ТВ», «Спас», «СТС», «Домашний», «ТВ-3», «Пятница!», «Звезда», «Мир», «ТНТ», «Муз-ТВ».
24 апреля 2025 года на сайте Академии российского телевидения был опубликован список финалистов.
Лидером по числу номинаций стал сериал «Слово пацана. Кровь на асфальте». Он был заявлен в девяти категориях.
Все победители премии получили бронзовые статуэтки «Орфей», созданные по эскизу скульптора Эрнста Неизвестного.

## Победители и финалисты

### Категория «Информационное и общественно-политическое вещание»
Победители указаны первыми и выделены отдельным цветом 
| Номинации                                              | Победители и финалисты                                                                              | Канал вещания |
| ------------------------------------------------------ | --------------------------------------------------------------------------------------------------- | ------------- |
| Документальный фильм                                   | «Освобождение Авдеевки. Неизвестная хроника»                                                        | РЕН ТВ        |
| Документальный фильм                                   | «Европа против России. Крестоносцы Гитлера»                                                         | Россия-1      |
| Документальный фильм                                   | «Они потрясли мир»                                                                                  | Пятый канал   |
| Журналистское расследование                            | «Расследование Эдуарда Петрова: „Кингисеппские“»                                                    | Россия 24     |
| Журналистское расследование                            | «Брачные аферисты»                                                                                  | РЕН-ТВ        |
| Журналистское расследование                            | «Страна советов»                                                                                    | Пятый канал   |
| Спортивное шоу / программа                             | «Биатлон с Дмитрием Губерниевым»                                                                    | Матч ТВ       |
| Спортивное шоу / программа                             | «Супернидзя»                                                                                        | СТС           |
| Спортивное шоу / программа                             | «Все на МАТЧ!»                                                                                      | Матч ТВ       |
| Ведущий спортивного шоу / программы                    | Роман Костомаров — «Работяги»                                                                       | Пятница!      |
| Ведущий спортивного шоу / программы                    | Дмитрий Губерниев — «Громко»                                                                        | Матч ТВ       |
| Ведущий спортивного шоу / программы                    | Константин Генич — «Финальный матч Чемпионата Европы по футболу 2024 года»                          | Матч ТВ       |
| Дневное общественно-политическое ток-шоу               | «Большая игра»                                                                                      | Первый канал  |
| Дневное общественно-политическое ток-шоу               | «60 минут»                                                                                          | Россия 1      |
| Дневное общественно-политическое ток-шоу               | «Место встречи»                                                                                     | НТВ           |
| Ведущий дневного общественно-политического ток-шоу     | Евгений Попов, Ольга Скабеева — «60 минут»                                                          | Россия 1      |
| Ведущий дневного общественно-политического ток-шоу     | Иван Трушкин, Андрей Норкин — «Место встречи»                                                       | НТВ           |
| Ведущий дневного общественно-политического ток-шоу     | Олеся Лосева — «Время покажет»                                                                      | Первый канал  |
| Вечернее общественно-политическое ток-шоу              | «Воскресный вечер с Владимиром Соловьёвым»                                                          | Россия 1      |
| Вечернее общественно-политическое ток-шоу              | «Своя правда с Романом Бабаяном»                                                                    | НТВ           |
| Вечернее общественно-политическое ток-шоу              | «Большая история»                                                                                   | Первый канал  |
| Ведущий вечернего общественно-политического ток-шоу    | Владимир Соловьёв — «Вечер с Владимиром Соловьёвым»                                                 | Россия 1      |
| Ведущий вечернего общественно-политического ток-шоу    | Дмитрий Саймс — «Большая игра»                                                                      | Первый канал  |
| Ведущий вечернего общественно-политического ток-шоу    | Роман Бабаян — «Своя правда»                                                                        | НТВ           |
| Дневная информационная программа                       | «Сегодня 16:00»                                                                                     | НТВ           |
| Дневная информационная программа                       | «Факты»                                                                                             | Россия 24     |
| Дневная информационная программа                       | «Новости РЕН ТВ»                                                                                    | РЕН ТВ        |
| Ведущий дневной информационной программы               | Валерия Кораблёва — «Новости 10:00»                                                                 | Россия 1      |
| Ведущий дневной информационной программы               | Евгений Рожков — «Вести»                                                                            | Первый канал  |
| Ведущий дневной информационной программы               | Юлия Вотинцева — «Новости РЕН ТВ»                                                                   | НТВ           |
| Вечерняя информационная программа                      | «Вести 20:00»                                                                                       | Россия 1      |
| Вечерняя информационная программа                      | «Вечерние новости»                                                                                  | Первый канал  |
| Вечерняя информационная программа                      | «Сегодня 19:00»                                                                                     | НТВ           |
| Ведущий вечерней информационной программы              | Эрнест Мацкявичюс — «Вести 20:00»                                                                   | Россия 1      |
| Ведущий вечерней информационной программы              | Роман Бабенков — «Новости РЕН ТВ»                                                                   | РЕН ТВ        |
| Ведущий вечерней информационной программы              | Игорь Полетаев, Айна Николаева — «Сегодня 19:00»                                                    | НТВ           |
| Репортёр                                               | Евгений Поддубный — «Репортаж из Волчанска. Вести недели»                                           | Россия 1      |
| Репортёр                                               | Алексей Ивлиев — «Жизнь с бионическим протезом: личный опыт»                                        | Первый канал  |
| Репортёр                                               | Денис Светличный — «Знание сила. Секреты дагестанских ремёсел»                                      | НТВ           |
| Информационный сюжет                                   | «Захват аэропорта в Махачкале»                                                                      | РЕН ТВ        |
| Информационный сюжет                                   | «Репортаж с Генассамблеи ООН»                                                                       | Россия 1      |
| Информационный сюжет                                   | «Эвакуация в Курской области»                                                                       | НТВ           |
| Информационно-аналитическая итоговая программа         | «Вести недели»                                                                                      | Россия 1      |
| Информационно-аналитическая итоговая программа         | «Воскресное Время»                                                                                  | Первый канал  |
| Информационно-аналитическая итоговая программа         | «Итоги недели»                                                                                      | НТВ           |
| Ведущий информационно-аналитической итоговой программы | Дмитрий Киселёв — «Вести недели»                                                                    | Россия 1      |
| Ведущий информационно-аналитической итоговой программы | Виталий Елисеев — «Воскресное Время»                                                                | Первый канал  |
| Ведущий информационно-аналитической итоговой программы | Владимир Чернышёв — «Итоги недели»                                                                  | НТВ           |
| Интервьюер                                             | Павел Зарубин — «Москва. Кремль. Путин»                                                             | Россия 1      |
| Интервьюер                                             | Кирилл Поздняков — «Поздняков»                                                                      | НТВ           |
| Интервьюер                                             | Виктор Лошак — «Очень личное»                                                                       | ОТР           |
| Программа социальной направленности                    | «День добрых дел»                                                                                   | Пятый канал   |
| Программа социальной направленности                    | «НАШИ с Ольгой Армяковой и Николаем Долгачёвым»                                                     | Россия 1      |
| Программа социальной направленности                    | «Хоспис»                                                                                            | Домашний      |
| Специальное телевизионное событие года                 | «Официальное вступление в должность Президента Российской Федерации Владимира Владимировича Путина» | Первый канал  |
| Специальное телевизионное событие года                 | «Отражения. Концерт к юбилею А. С. Пушкина»                                                         | Россия-1      |
| Специальное телевизионное событие года                 | «Международный мультиспортивный турнир „Игры будущего“»                                             | Матч ТВ       |

### Категория «Развлекательное вещание»
Победители указаны первыми и выделены отдельным цветом 
| Номинации                     | Победители и финалисты                | Канал вещания |
| ----------------------------- | ------------------------------------- | ------------- |
| Утренняя ежедневная программа | «Доброе утро                          | Первый канал  |
| Утренняя ежедневная программа | «Утро России»                         | Россия 1      |
| Утренняя ежедневная программа | «Утро. ТНТ»                           | ТНТ           |
| Программа «Образ жизни»       | «Фирменный рецепт с Емельяненко»      | Пятый канал   |
| Программа «Образ жизни»       | «Доктор Мясников»                     | Россия 1      |
| Программа «Образ жизни»       | «Однажды…с Сергеем Майоровым»         | НТВ           |
| Просветительская программа    | «Рассказы из русской истории»         | Россия-К      |
| Просветительская программа    | «Неизвестная история»                 | НТВ           |
| Просветительская программа    | «Чудо техники с Сергеем Малозёмовымя» | РЕН ТВ        |
| Телеигра / телевикторина      | «Что? Где? Когда?                     | Первый канал  |
| Телеигра / телевикторина      | «Своя игра»                           | НТВ           |
| Телеигра / телевикторина      | «Пятеро на одного»                    | Россия 1      |
| Реалити-шоу                   | «Выжить в Самарканде                  | ТНТ           |
| Реалити-шоу                   | «Большие девочки»                     | Пятница!      |
| Реалити-шоу                   | «Звёзды в джунглях»                   | ТНТ           |
| Программа для детей           | «Наука в шоке»                        | СТС           |
| Программа для детей           | «Умницы и умники»                     | Первый канал  |
| Программа для детей           | «Большие и маленькие»                 | Россия-К      |
| Юмористическая программа      | «Comedy Club»                         | ТНТ           |
| Юмористическая программа      | «Уральские пельмени»                  | СТС           |
| Юмористическая программа      | «Импровизаторы»                       | СТС           |